# 1971–1972-es magyar jégkorongbajnokság
Az 1971–1972-es magyar jégkorongbajnokságon, mely sorszámát tekintve 35. első osztályú bajnokság volt és összesen hat csapat indult el. A mérkőzéseket 1971. október 30. és 1972. március 22. között a Kisstadionban és a Megyeri úti jégpályán rendezték meg.

## OB I. 1971/1972
|    | Csapat       | M  | GY | D | V  | GK     | Pont |
| -- | ------------ | -- | -- | - | -- | ------ | ---- |
| 1. | Ferencváros  | 20 | 18 | 1 | 1  | 214-44 | 37   |
| 2. | Újpest Dózsa | 20 | 15 | 1 | 4  | 151-67 | 31   |
| 3. | BVSC         | 20 | 11 | 1 | 8  | 89-73  | 23   |
| 4. | Bp. Volán SC | 20 | 9  | 1 | 10 | 69-116 | 19   |
| 5. | BKV Előre    | 20 | 4  | 1 | 15 | 60-140 | 9    |
| 6. | KSI          | 20 | 0  | 1 | 19 | 28-171 | 1    |

## A bajnokság végeredménye
1. Ferencvárosi TC

2. Újpest Dózsa

3. BVSC

4. Budapesti Volán SC

5. BKV Előre

6. Központi Sportiskola

## A Ferencváros bajnokcsapata
Bácskai János, Bikár Péter, Csánk László, Császár Tibor, Deák Miklós, Enyedi Ferenc, Gogolák László, Havrán Péter, Kassai György, Kereszty Ádám, Kertész Péter, Korpás Tamás, Kovács Antal, Kováts Gábor, Krasznai János, Mészöly András, Pintér Gyula, Póth János, Reithoffer József, Póth János, Szikra István, Treplán Béla, Vrbanics Tibor
Edző: dr. Jakabházy László